# Lucas Soares
Lucas Soares de Almeida, meglio noto come Lucas Soares (Goiânia, 4 maggio 1998), è un calciatore brasiliano, difensore del Santa Clara.

## Carriera
Cresciuto nel settore giovanile del Cruzeiro, tra il 2017 e il 2018 viene convocato in prima squadra per alcune gare, pur comunque non scendendo mai in campo. Nel gennaio 2019 viene acquistato dall'Alverca, formazione della terza divisione portoghese. Nel mese di luglio viene acquistato dal Vitória Guimarães. Esordisce con la prima squadra dei Vimaranenses il 5 agosto 2019, disputando l'incontro della Taça da Liga vinto per 1-0 contro la Feirense. Dopo 3 presenze complessive, di cui due nelle coppe nazionali e una nei turni preliminari di Europa League, nel 2021 viene ceduto in prestito al Casa Pia, in seconda divisione. Al termine della stagione, conclusasi con la promozione della squadra in massima serie, viene riscattato a titolo definitivo. Debutta in Primeira Liga il 7 agosto 2022, pareggiato per 0-0 contro il Santa Clara.

## Statistiche

### Presenze e reti nei club
Statistiche aggiornate al 29 agosto 2022.
| Stagione                   | Squadra                    | Campionato                 | Campionato | Campionato | Coppe nazionali | Coppe nazionali | Coppe nazionali | Coppe continentali | Coppe continentali | Coppe continentali | Altre coppe | Altre coppe | Altre coppe | Totale | Totale |
| Stagione                   | Squadra                    | Comp                       | Pres       | Reti       | Comp            | Pres            | Reti            | Comp               | Pres               | Reti               | Comp        | Pres        | Reti        | Pres   | Reti   |
| -------------------------- | -------------------------- | -------------------------- | ---------- | ---------- | --------------- | --------------- | --------------- | ------------------ | ------------------ | ------------------ | ----------- | ----------- | ----------- | ------ | ------ |
| gen.-giu. 2019             | Alverca                    | CdP                        | 11         | 1          | CP              | -               | -               |                    | -                  | -                  |             | -           | -           | 11     | 1      |
| 2019-2020                  | Vitória Guimarães B        | CdP                        | 16         | 3          |                 | -               | -               |                    | -                  | -                  |             | -           | -           | 16     | 3      |
| 2020-2021                  | Vitória Guimarães B        | CdP                        | 17         | 9          |                 | -               | -               |                    | -                  | -                  |             | -           | -           | 17     | 9      |
| Totale Vitória Guimarães B | Totale Vitória Guimarães B | Totale Vitória Guimarães B | 33         | 12         |                 | -               | -               |                    | -                  | -                  |             | -           | -           | 33     | 12     |
| 2019-2020                  | Vitória Guimarães          | PL                         | 0          | 0          | CP+CdL          | 1+1             | 0               | UEL                | 1                  | 0                  |             | -           | -           | 3      | 0      |
| 2020-2021                  | Vitória Guimarães          | PL                         | 0          | 0          | CP+CdL          | 0               | 0               |                    | -                  | -                  |             | -           | -           | 0      | 0      |
| Totale Vitória Guimarães   | Totale Vitória Guimarães   | Totale Vitória Guimarães   | 0          | 0          |                 | 2               | 0               |                    | 1                  | 0                  |             | -           | -           | 3      | 0      |
| 2021-2022                  | Casa Pia                   | LdH                        | 29         | 2          | CP+CdL          | 2+2             | 0               |                    | -                  | -                  |             | -           | -           | 33     | 2      |
| 2022-2023                  | Casa Pia                   | PL                         | 4          | 0          | CP+CdL          | 0               | 0               |                    | -                  | -                  |             | -           | -           | 4      | 0      |
| Totale carriera            | Totale carriera            | Totale carriera            | 77         | 15         |                 | 6               | 0               |                    | 1                  | 0                  |             | -           | -           | 84     | 15     |

## Palmarès

### Club

#### Competizioni nazionali
- Liga Portugal 2: 1

Santa Clara: 2023-2024